# Periploca refractifolia
Periploca refractifolia är en oleanderväxtart som beskrevs av Alexander Gilli. Periploca refractifolia ingår i släktet Periploca och familjen oleanderväxter. Inga underarter finns listade i Catalogue of Life.